# パズルゲーム☆はいすくーる
『パズルゲーム☆はいすくーる』は、野間美由紀による日本の漫画作品、およびそのシリーズ名。1983年から作者が死去する2020年までの長期にわたり複数の媒体で連載されていた。2020年12月時点でシリーズ累計発行部数は510万部を突破している。

## 概要

### 花とゆめ版
推理漫画『パズルゲーム☆はいすくーる』は、1983年から2001年にかけて、少女漫画誌『花とゆめ』（白泉社）とその増刊において掲載された。単行本全34巻、文庫版全18巻。基本的に一話完結、もしくは2話から3話程度の読み切りによる連作シリーズとして構成される。
タイトル通り高校を舞台とした学園ミステリーであるが、舞台となる葉蔓（はづる）高校は生徒会の権限が非常に大きく、部活動の予算はもちろんのこと学園の経営自体も生徒会が行い、各部活動も校内で喫茶店等を経営するなどして自力での資金調達が認められている。通う生徒は優秀な者から不良生徒まで幅広く在籍しており、生徒同士の男女関係も肉体関係がある者が多く、妊娠・出産やポルノ女優活動と言った、通常の高校ならば退学になるであろう行為も校内の風紀を乱さない範囲であれば黙認されている。主人公である香月と大地も高校生でありながらアパートの一室に同棲しており、通常の「学園物」の範疇を超えた高い年齢層を意識した内容と言える。なお、このような校風の高校が生まれた理由についても、一つのミステリーとして本編内で解明されている。
途中から番外編として香月と大地が中学生時代の「パズルゲーム☆Jr.はいすくーる」、成人後に私立探偵となった「パズルゲーム☆プロフェッショナル」、香月と大地の娘である日向子を主人公とした子役モデル業界ミステリーの「パズルゲーム☆NEXTゼネレーション」等サブシリーズの描かれる頻度が増え、高校時代の話は極端に減るが、単行本としては「パズルゲーム☆はいすくーる」で統一されている。これらは、時系列に沿って成長する形式ではなく、各年代を横断的に行き来して描き、作中時期に応じて各タイトルと話数カウントが使い分けられている。
シリーズ時系列一覧（話数カウント）
- パズルゲーム☆Jr.はいすくーる（EXERCISE 1 - 7）
中学生編。香月と大地の関係が「幼馴染以上恋人未満」の微妙な時期のため、一般的な少女漫画学園物のテイストが強い。
- パズルゲーム☆はいすくーる GROWING UP
高校進学直後。香月と大地が同棲を始めた時期のエピソード。2話のみのスペシャル扱いだったが、後にもう1話追加。
- パズルゲーム☆はいすくーる（NOTE 1 - 18）
高校2年生編。香月と大地がミステリ研究会を開設した時から始まる当初のメインストーリー。
- パズルゲーム☆はいすくーる（SPECIAL）ミステリー・ツアー
高校2年生編の長編。葉蔓高校の修学旅行中に起きた事件を描く。
- パズルゲーム☆はいすくーる（SUBJECT 1 - 10）
進級に伴い話数カウントをリセットした高校3年生編。
- パズルゲーム☆プレステージ(PRACTICE 1 - 5)
高校卒業後。大地は大学に通い、香月は将来の私立探偵活動に役立てるために専門学校での様々な資格取得と並行してアルバイトをこなす。
- パズルゲーム☆プロフェッショナル（PROBLEM 1 - 30）
私立探偵編。主に香月と大地が24歳前後の時期。
- パズルゲーム☆ホンコン・コネクション（探偵遊戯 1 - 3）
中国返還前の香港（1996年）を舞台とした長編。香月たちの年齢は明記されていないがプロフェッショナルと同時期と思われる。
- パズルゲーム・マタニティ（PART 1 - 3)
香月が日向子を妊娠していた時期のエピソード。妊娠をテーマとしたミステリー。なお、パズルゲームの後の「・」は☆ではなくハートマークとなっている。
- パズルゲーム☆エンジェル
日向子が1歳の時のエピソード。作者公式サイトによると読者からの続編希望が多いが、「育児漫画は描きたくない」との理由から1話のみとなっている[2]。
- パズルゲーム☆NEXTゼネレーション(CONCLUSION 1 - 15)
子役モデルとなった日向子を主人公としたエピソード。学校を舞台としたエピソードは全くなく、芸能界を舞台としたミステリーとなっている。

### ミステリーボニータ版
2002年より少女漫画誌「ミステリーボニータ」（秋田書店）に移籍して再開したシリーズ。葉蔓高校を舞台とするシリーズの原点に戻り登場人物の設定等も旧作から引き継いでいるが、時代設定は執筆時点の現代に置き換えられており、旧作時点で普及していなかったインターネットや携帯電話といったIT機器も登場する。また、新たな準レギュラーキャラクターとして大門高校の海東健と有田恒彦が登場するようになった。途中でタイトルを改め、巻数をリセットした。頻度は低いが旧シリーズと同様に「Jr.はいすくーる」や「NEXTゼネレーション」といった主人公が学生時代の番外編も掲載されている。2016年より高校卒業後の専門学校編に移行したが、『パズルゲーム☆はいすくーるX（キッス）』の最終回は特に区切りをつける内容ではない普通の話だったため、高校生編が完結したわけではない。作者は公式サイトにおいて「葉蔓高校の卒業式はシリーズ最終回に描くことになると思うが、まだ終わらせる気はない」という趣旨のコメントをしていた。
- 『新パズルゲーム☆はいすくーる』（2002年 - 2008年、全6巻）
話数カウントはCASE 1 - 30。1巻は花とゆめに掲載されたが単行本未収録だった「NEXTゼネレーション」が2本収録。
- 『パズルゲーム☆はいすくーるX（キッス）』（2008年 - 2015年、全8巻）
話数カウントはX-1 - 35。3巻に「Jr.はいすくーる」のEXERCISE 8、4巻と5巻に葉蔓高校に入学した日向子が主人公の「NEXTゼネレーション」続編「パズルゲーム☆NEXT」（NEXT 1 - 4）が2話ずつ掲載。
- 『パズルゲーム☆プレステージ』（2016年 - 2020年、全4巻） - 専門学校編
話数カウントはLesson。探偵を目指す香月が専門学校で色々な資格を取得しつつ大地やミステリ研の仲間と共に事件を解決する。
- 『パズルゲーム☆ミステール』（2020年、全1話）
前作『パズルゲーム☆プレステージ』の最終話で脳梗塞で倒れた「カフェ・ミステール」の店長に代わり香月が代理店長となり、推理を展開する。野間が2020年5月に急逝したため、第1話のみで打ち切りとなった[3][4]。
全1話のため単行本化はされていないが、同じく遺作となった『パズルゲーム☆サクシード』（白泉社）の最終巻に併録された。また、ミステリーボニータ2020年8月号では第1話を関係者の追悼イラスト・メッセージと共に再録した小冊子「野間美由紀メモリアルBOOK ～パズルゲーム☆ミステール～」が付録となったが、ボニータ・コミックス風の装丁となっている[5][6]。

### Silky版
2008年よりレディースコミック誌「Silky」（白泉社）において、ミステリーボニータと並行しての連載を開始。掲載紙に合わせ、大学卒業以降の時期の香月と大地を描いている。「Silky」は2013年に休刊したがWeb雑誌「Love Silky」に移行して連載は継続。数巻毎にタイトルを改め、巻数をリセットしている。野間の死去により2020年6月26日配信の『パズルゲーム☆サクシード』のstory23が最後の作品となった。
- 『パズルゲーム☆トレジャー』（2008年 - 2011年、全4巻） - 大学卒業から私立探偵開業前まで
- 『パズルゲーム☆Pro』（2011年 - 2013年、全3巻） - これ以降私立探偵編
- 『パズルゲーム☆ラグジュアリー』（2013年 - 2016年、全5巻） - これ以降「Love Silky」連載分
- 『パズルゲーム☆サクシード』（2016年 - 2020年、全6巻）

## あらすじ
私立葉蔓高校に通う香月、大地、美女の仲良し3人は、校舎の一角にミステリ研究会を作り、そこに下級生の卓馬を新入会員に迎えて活動が始まった。生徒達に広範囲で自治が委ねられている自由な校風の葉蔓高校の中で、生徒達によって引き起こされる様々な事件の謎を4人は解決してゆく。

## 登場人物

### 葉蔓高校
三輪〔押上〕香月（みわ 〔おうかみ〕 かづき）
本作の主人公。大胆不敵な行動と発想力で事件を解決するが、事件の原点となる新聞記事を送り付けられた際、下記にある通りに大地共々に推理ミスをしたことや、 『新パズルゲーム☆はいすくーる』のCASE-23「バースデー・トレジャー」で、合コン愛好会のパーティーを自身の誕生パーティーの会場だと勘違いしたこともある。
大地も呆れるほどの食い意地を発揮することがあり、その末にお腹を壊すことも少なくない。
押上大地（おうかみ だいち）
ミステリ研のリーダー。香月の恋人で、両親が仕事で海外赴任中のため1人でアパートに暮らし、そこで香月と同棲している。
頭が切れるが、時折目の前の事実に惑わされ、他にも動機のある人間がいると知らせようとした人物の意図とは正反対に、容疑をかけられている人物の動機を強化する方向に勘違いしたことがある。
片岡美女（かたおか みめい）
香月の親友。性格は温和で情報収集に長け、目立ちにくいながらも縁の下での地道な活躍が多い。高校時代～卒業後はショートカットに眼鏡という容姿だが、中学生の頃はロングヘアで眼鏡はしていなかった。頭がキレるのに時折、ズレた思考の穴に落ちることがある。
香月&大地をそうとは知らせずに助けることもある。
加瀬卓馬（かせ たくま）
香月たちより1学年下級生で、美女の恋人。髪が長めのおかっぱ。手先が器用でマジックが特技。
卒業後、新聞記者になった。
野々瀬薫（ののせ かおる）
葉蔓高校の生徒会長。好色で、権謀術数をめぐらし立ち振舞う一方、意外とマヌケだったり温情家な面もある。収賄や複数の愛人を持つという問題点はあるが、葉蔓高校と生徒を守ろうと努力している。
ミステリ研を目の上のたんこぶとして潰そうとするが、生徒会や薫個人に困った問題が起こると頼って来ることも多い。卒業後、弁護士になった。
二階堂麗華（にかいどう れいか）
葉蔓高校の生徒会書記。女たらしの会長とは対照に古風で生真面目な生徒だが、ちょっと感覚のずれた天然ボケなところもある。
普段はツリ眼鏡のお局様系な外見だが、眼鏡を外すとかなりの美人。
中原静夫（なかはら しずお）
家庭科部の部長。料理をはじめ家事全般に優れた、物静かな男性。ミステリ研のメンバーと仲が良い。
卒業後、日本人では初めて権威ある英国の某執事養成学校を卒業し、2年間、伯爵家の執事補佐を務めた。帰国後、コミックス14巻収録の「PROBLEM-4 花嫁衣装は夜踊る」の舞台となった、裕福な女性が対象の花嫁学校「真行寺秀子ブライダルスクール」で家政学の専門講師兼世話役をしていた。
伊藤みいな（いとう みいな）
香月に憧れるレズビアンの下級生。
高輪歩（たかなわ あゆむ）
葉蔓高校を創立した高輪物産経営者（故人・肩書は不明）の息子で、現経営者の甥に当たる。11歳の少年だが、実は葉蔓高校のオーナーである。大人になった後は、香月たち親子と同居し、日向子の仕事での保護者役を引き受けている。就任時期は不明だが、日向子が高校生になった頃は葉蔓高校の理事長になっていた。（香月たちが在学中の理事長は歩の叔父であった）

### 大門高校
海東健（かいとう けん）
大門高校の生徒会長。切れ者。おかっぱ。『新パズルゲーム☆はいすくーる』の「case-11　大門高校見参！」でミステリ研と出会った時は同じ高校の生徒を妄信するあまり無実の葉蔓高校に自分たちのかるた部を陥れたと難癖をつけてしまうが、根は誠実で真面目なので時には協力して事件解決にあたる。男性教師に想いを寄せられていることは知らない。
有田恒彦（ありた つねひこ）
大門高校の生徒。生徒会役員ではないが、海東の影の部下として活動する。御庭番的存在。『新パズルゲーム☆はいすくーる』の「バースデー・トレジャー」で初登場。活動内容が裏の仕事だけに、神出鬼没。
『パズルゲーム☆プレステージ』で「大伯父」「輿水のおじさん」と呼ぶ「母の兄の妻の兄の義父」である資産家・輿水武晴と昔の恋人の遺児・古沢愛との養子縁組、輿水氏の経営する飲食チェーンの系列に連なる喫茶店の売上低下に関する依頼を香月と大地に依頼する。

### NEXT
押上日向子（おうかみ ひなこ）
香月と大地の娘。ジュニアファッション雑誌やテレビCMなどのモデルをやっている。歩の気を引くために悠理とモデル仲間以上の感情があることを漂わせたりする。「ミステリートレイン」で売れっ子の女の子だと紹介された悠理が実は男の子であり、彼を狙う変態プロデューサーが自身にも手を伸ばそうとしたことを逆手に取り、毒牙を回避し悠理が男の子として表舞台に立つ手助けをした。
黒川悠理（くろかわ ゆうり）
日向子のボーイフレンド。中性的な美貌。子役時代は同じ字を書いて「くろかわ ゆり」と名乗るが、幼い頃の仕事で女の子だと誤解されて女の子のモデルの仕事しか来なかったため、特に訂正することなく女の子のモデルとして活動していた。そのことを知るのはマネージャーをしている叔母と家族と友人だけだった。
コミックス23巻と文庫版12巻に収録されている「CONCLUSION-5（パズルゲーム☆NEXTゼネレーション） ミステリートレイン」で日向子と共演し、真の性別を伏せたがゆえの弊害でロリコンのプロデューサーの海老原に狙われた。本当は電車が大好きな普通の男の子。日向子が歩に恋しており、彼に対する当てつけにわざと密着したりすることを知っている。それでも日向子に恋している。大門高校の通信コースに入学。

## 書籍情報
花とゆめ版
- 『パズルゲーム☆はいすくーる』白泉社〈花とゆめコミックス〉全34巻 - 高校生編がメインだが他の時期のエピソードもあり。
- 『パズルゲーム☆はいすくーる』白泉社〈白泉社文庫〉全18巻 - 各巻に解説や後書きなど文庫書き下ろしのコンテンツがある一方で、花とゆめコミックスに収録されていたシリーズ以外の短編は収録されていない。
  1. 2000年9月14日発売、ISBN 4-592-88569-4
  2. 2000年12月15日発売、ISBN 4-592-88570-8
  3. 2001年3月15日発売、ISBN 4-592-88571-6
  4. 2001年6月15日発売、ISBN 4-592-88572-4
  5. 2001年9月14日発売、ISBN 4-592-88573-2
  6. 2002年3月15日発売、ISBN 4-592-88574-0
  7. 2002年12月13日発売、ISBN 4-592-88575-9
  8. 2003年6月13日発売、ISBN 4-592-88576-7
  9. 2004年3月12日発売、ISBN 4-592-88577-5
  10. 2004年9月15日発売、ISBN 4-592-88578-3
  11. 2005年5月13日発売、ISBN 4-592-88579-1
  12. 2005年11月15日発売、ISBN 4-592-88580-5
  13. 2006年5月12日発売、ISBN 4-592-88581-3
  14. 2006年11月15日発売、ISBN 4-592-88582-1
  15. 2007年5月15日発売、ISBN 978-4-592-88586-3
  16. 2007年7月13日発売、ISBN 978-4-592-88587-0
  17. 2007年9月14日発売、ISBN 978-4-592-88588-7
  18. 2007年9月14日発売、ISBN 978-4-592-88589-4
- 『ベスト・オブ・パズルゲーム☆はいすくーる』白泉社〈白泉社レディースコミックス〉全1巻（B6判）
  - 2009年9月4日発売、ISBN 978-4-592-15626-0

ミステリーボニータ版
- 『新パズルゲーム☆はいすくーる』秋田書店〈ボニータ・コミックスα〉全6巻 - 高校生編第2シリーズ
  1. 2003年6月19日発売、ISBN 4-253-09270-5
  2. 2004年9月22日発売、ISBN 4-253-09271-3
  3. 2005年11月16日発売、ISBN 4-253-09761-8
  4. 2006年8月16日発売、ISBN 4-253-09762-6
  5. 2007年6月15日発売、ISBN 978-4-253-09763-5
  6. 2008年4月16日発売、ISBN 978-4-253-09764-2
- 『パズルゲーム☆はいすくーるX』秋田書店〈ボニータ・コミックスα〉全8巻 - 高校生編第3シリーズ
  1. 2009年2月16日発売、ISBN 978-4-253-26161-6
  2. 2009年10月16日発売、ISBN 978-4-253-26162-3
  3. 2010年9月16日発売、ISBN 978-4-253-26163-0
  4. 2011年6月16日発売、ISBN 978-4-253-26164-7
  5. 2012年4月16日発売、ISBN 978-4-253-26165-4
  6. 2013年6月14日発売、ISBN 978-4-253-26166-1
  7. 2014年8月16日発売、ISBN 978-4-253-26167-8
  8. 2016年2月16日発売、ISBN 978-4-253-26168-5
- 『パズルゲーム☆プレステージ』秋田書店 〈ボニータ・コミックス〉全4巻 - 専門学校編
  1. 2017年2月16日発売、ISBN 978-4-253-26371-9
  2. 2018年2月16日発売、ISBN 978-4-253-26372-6
  3. 2019年2月15日発売、ISBN 978-4-253-26373-3
  4. 2020年2月14日発売、ISBN 978-4-253-26374-0

Silky版
- 『パズルゲーム☆トレジャー』白泉社〈白泉社レディース・コミックス〉全4巻 - 探偵事務所開業前の様々な職業についていた時期のエピソード
  1. 2009年2月5日発売、ISBN 978-4-592-15631-4
  2. 2009年11月5日発売、ISBN 978-4-592-15632-1
  3. 2010年7月5日発売、ISBN 978-4-592-15633-8
  4. 2011年5月2日発売、ISBN 978-4-592-15634-5
- 『パズルゲーム☆Pro』白泉社〈白泉社レディース・コミックス〉全3巻 - プロ探偵編第1シリーズ
  1. 2012年1月4日発売、ISBN 978-4-592-15641-3
  2. 2012年11月5日発売、ISBN 978-4-592-15642-0
  3. 2013年5月2日発売、ISBN 978-459-215643-7
- 『パズルゲーム☆ラグジュアリー』白泉社〈白泉社レディース・コミックス〉全5巻 - プロ探偵編第2シリーズ
  1. 2013年11月20日発売、ISBN 978-4-592-15644-4
  2. 2014年5月20日発売、ISBN 978-4-592-15645-1
  3. 2015年3月20日発売、ISBN 978-4-592-15646-8
  4. 2015年11月5日発売、ISBN 978-4-592-15647-5
  5. 2016年5月2日発売、ISBN 978-4-592-15648-2
- 『パズルゲーム☆サクシード』白泉社〈白泉社レディース・コミックス〉全6巻 - プロ探偵編第3シリーズ
  1. 2017年3月3日発売、ISBN 978-4-592-15649-9
  2. 2018年1月4日発売、ISBN 978-4-592-15666-6
  3. 2018年6月5日発売、ISBN 978-4-592-15667-3
  4. 2019年3月5日発売、ISBN 978-4-592-15668-0
  5. 2019年12月5日発売、ISBN 978-4-592-15669-7
  6. 2020年12月4日発売、ISBN 978-4-592-15729-8 - ミステリーボニータでの遺作となった『パズルゲーム☆ミステール』を併録[6]。